# Babindub
Babindub (olaszul: Santa Maria della Rovere) falu Horvátországban Zára megyében. Közigazgatásilag Zárához tartozik.

## Fekvése
Zára központjától 7 km-re keletre, a város keleti szomszédságában, a Zárát az A1-es autópályával összekötő 424-es számú főút mellett fekszik. Közvetlen keleti határa mellett található a zárai nemzetközi repülőtér.

## Története
1880-ban 8, 1910-ben 12 lakosa volt. Ezt követően előbb a Szerb-Horvát-Szlovén Királyság, majd Jugoszlávia része lett. Lakói hagyományosan földműveléssel foglalkoztak és a közeli városban dolgoztak. A honvédő háború előtt négy család lakott itt, akik a harcok elől elmenekültek, de a háború után visszatértek. Egyházilag a dračevaci Nagyboldogasszony plébániához tartoznak. 2011-ben 31 lakosa volt.

## Lakosság
| Lakosság változása | Lakosság változása | Lakosság változása | Lakosság változása | Lakosság változása | Lakosság változása | Lakosság változása | Lakosság változása | Lakosság változása | Lakosság változása | Lakosság változása | Lakosság változása | Lakosság változása | Lakosság változása | Lakosság változása | Lakosság változása |
| ------------------ | ------------------ | ------------------ | ------------------ | ------------------ | ------------------ | ------------------ | ------------------ | ------------------ | ------------------ | ------------------ | ------------------ | ------------------ | ------------------ | ------------------ | ------------------ |
| 1857               | 1869               | 1880               | 1890               | 1900               | 1910               | 1921               | 1931               | 1948               | 1953               | 1961               | 1971               | 1981               | 1991               | 2001               | 2011               |
| 0                  | 0                  | 8                  | 5                  | 8                  | 12                 | 0                  | 32                 | 6                  | 53                 | 21                 | 31                 | 20                 | 33                 | 8                  | 31                 |